# Тшцяни (Куявсько-Поморське воєводство)
Тшцяни (пол. Trzciany, нім. Zahn) — село в Польщі, у гміні Семпульно-Краєнське Семполенського повіту Куявсько-Поморського воєводства.
Населення — 253 особи (2011).
У 1975-1998 роках село належало до Бидгощського воєводства.

## Демографія
Демографічна структура станом на 31 березня 2011 року:
|          | Загалом | Допрацездатний вік | Працездатний вік | Постпрацездатний вік |
| -------- | ------- | ------------------ | ---------------- | -------------------- |
| Чоловіки | 129     | 22                 | 87               | 20                   |
| Жінки    | 124     | 24                 | 76               | 24                   |
| Разом    | 253     | 46                 | 163              | 44                   |